# Antonio Lamarque
Antonio Lamarque fue un abogado y político argentino, que se desempeñó como gobernador del Territorio Nacional de Santa Cruz entre 1911 y 1913, y como gobernador del Territorio Nacional del Chubut entre 1913 y 1917.

## Biografía
Fue designado gobernador del Territorio Nacional de Santa Cruz por el presidente Roque Sáenz Peña, asumiendo el 18 de octubre de 1911. Durante su gestión, se celebraron las primeras elecciones municipales en Río Gallegos, se construyeron caminos desde diversos sitios de Santa Cruz hacia la capital territorial, se organizó la justicia y la policía y se establecieron correos terrestres. Intentó defender una reserva de indígenas aonikenk ante el acoso de colonos para ocupar sus tierras.
También protagonizó la primera travesía en automóvil por Santa Cruz y en marzo de 1913 participó en la primera conferencia de gobernadores de Territorios Nacionales, junto al director de Territorios Isidoro Ruiz Moreno, el ministro del Interior Indalecio Gómez y otros funcionarios nacionales. Junto a sus pares de Chaco (Anacarsis Lanús) y de Neuquén (Eduardo Elordi), integró una comisión para trabajar en propuestas sobre administración de la tierra pública.
Renunció en 1913, siendo designado gobernador del Territorio Nacional del Chubut, también por Roque Sáenz Peña. Por orden del Gobierno Nacional, disolvió el primer Consejo Municipal de Comodoro Rivadavia (conformado en 1912), recuperando su autonomía local en 1914. En 1917, intentó anular las elecciones locales en Trelew, donde había triunfado el yrigoyenismo. La medida fue revertida por el Gobierno Nacional. Durante su mandato también se construyó la casa de gobierno territorial en Rawson.
Su gestión en Chubut fue criticada por los pobladores locales, denunciando robos de campos, cambios de propiedades y maltratos (también denunciados en Santa Cruz). Entre los afectados estuvo uno de los fundadores de la colonia galesa, Richard Jones Berwyn. En 1915, fue acusado de «inmoral» por los locales cuando se presentó en una celebración en Trelew acompañado por una concubina que había ejercido la prostitución, lo que concluyó en un informe de quejas presentando por habitantes de Trelew al Ministerio del Interior de la Nación, sumándose pobladores de otras localidades, para evitar la reelección de Lamarque en el cargo. Fue desplazado de la gobernación en 1917 y el Territorio fue intervenido.
Tras su paso por Chubut, se desempeñó como juez de Instrucción en lo Criminal de la Capital Federal.